# Twistringen
Twistringen est une municipalité de la Basse-Saxe, en Allemagne.

## Géographie
Twistringen est située à environ 30 km au nord-est de Diepholz et à 30 km au sud-ouest de Brême.

## Histoire
Twistringen est mentionnée pour la première fois en 1250 dans un document officiel sous le nom de Thuisteringe.

## Quartiers
- Abbenhausen
- Altenmarhorst
- Heiligenloh
- Mörsen
- Natenstedt
- Scharrendorf
- Stelle
- Twistringen

## Jumelages
- Bonnétable (France) depuis 1977
- Kaišiadorys (Lituanie) depuis 2011

## Personnalités liées à la commune
- Hartwig Steenken (1941-1978), champion olympique d'équitation.
- Karl-Thomas Neumann (1961-), président-directeur-général de la marque allemande Opel.